# La Côte-Saint-Didier
La Côte-Saint-Didier è un comune francese di 519 abitanti situato nel dipartimento della Loira, nella regione dell'Alvernia-Rodano-Alpi. È stato istituito il 1° gennaio 2025 dalla fusione dei precedenti comuni di La Côte-en-Couzan e Saint-Didier-sur-Rochefort.